# Mémoires d'un touriste
Mémoires d'un touriste est un recueil de récits de voyages de Stendhal publié à Paris en 1838 en deux tomes.

## Résumé
Le récit emprunte une forme romanesque. La biographie du narrateur, innomé, constitue le chapitre introductif. Le jeune homme travaille à la douane, puis s'enrichit dans le commerce du fer, qui lui donne l'occasion de son voyage, censé se passer en 1837.
Le mot nouveau de « touriste » figurant dans le texte, importé de l'Anglais, fait de Stendhal « le premier touriste de la littérature française ».
Dans le premier tome, Stendhal narre son voyage en Bretagne et en Normandie.
Dans le second tome, Stendhal décrit un long périple qui commence au début du mois de juillet 1837 de Vannes - puis Paris, le pont du Gard, Grenoble, Chambéry, Suisse  (Genève), Avignon, Marseille puis en bateau jusqu'à Gênes en Italie puis retour à Toulon, Nîmes, Montpellier - et se termine à Bordeaux à la fin du mois de septembre de la même année.
Le livre est moins un guide de voyage que la description des états d'âme du voyageur et de ses souvenirs.